# Plusfon 401i
Plusfon – telefon komórkowy firmy Huawei oznaczony numerem 401i – to drugi, po PlusDuet, firmowany, polski telefon internetowo-multimedialny z szybkim dostępem do Internetu w technologiach 3G i EDGE oznaczony marką operatora komórkowego Plus. Oprogramowanie telefonu zostało stworzone w Polsce, a urządzenie oparte jest na modelu Huawei U120 i produkowane jest w Chinach. Plusfon 401i wyposażony jest w kamerę cyfrową o matrycy 1,3 megapiksela, użytkownik może także skorzystać z usługi video streaming. Wśród funkcji znajdziemy obsługę plików muzycznych – wejście audio (mini jack 3,5 mm) (MP3, AAC, AAC+, eAAC+), Video: (MP4, 3GP, 3G2). Komórka obsługuje MMS, aplikacje Javy MIDP 2.0, polifoniczne dzwonki 72-głosowe oraz pocztę elektroniczną. Telefon posiada moduł komunikacji bezprzewodowej Bluetooth 1.2 A2DP oraz obsługuje pocztę elektroniczną i posiada system zabezpieczeń mający przeciwdziałać używaniu danych cyfrowych w sposób sprzeczny z wolą ich wydawcy Digital Rights Management (DRM). Pamięć można rozbudować kartami microSD.
W pakiecie znajduje się: karta pamięci microSD o pojemności do 2048 MB z przykładowym kontentem (fotokasty, dzwonki, muzyka), kabel USB, dzięki któremu można połączyć telefon z komputerem i wykorzystywać go np. jako modem, aplikacja Asystent Plusfon 401i do synchronizacji informacji między telefonem i komputerem, zestaw słuchawkowy stereo. Był także sprzedawany w promocji ze słuchawkami AKG.
Dane techniczne urządzenia:
- główna kamera 1,3 megapiksela
- połączenia wideo
- UMTS/EDGE
- nagrywanie/odtwarzanie plików wideo
- odtwarzacz plików mp3
- karta pamięci 0,5 GB
- łącza: Bluetooth, USB
- zestaw słuchawkowy i kabel USB
- dostępny w dwóch kolorach